# Banca Popolare Etica
Banca Popolare Etica è un istituto di credito, costituito in forma di società cooperativa per azioni, specializzato nella finanza etica ed alternativa (banca etica). Al 31 maggio 2025 ha 49 667 soci, un capitale sociale di 99 359 000 € e una raccolta diretta di 2 625 296 000 €.

## Storia

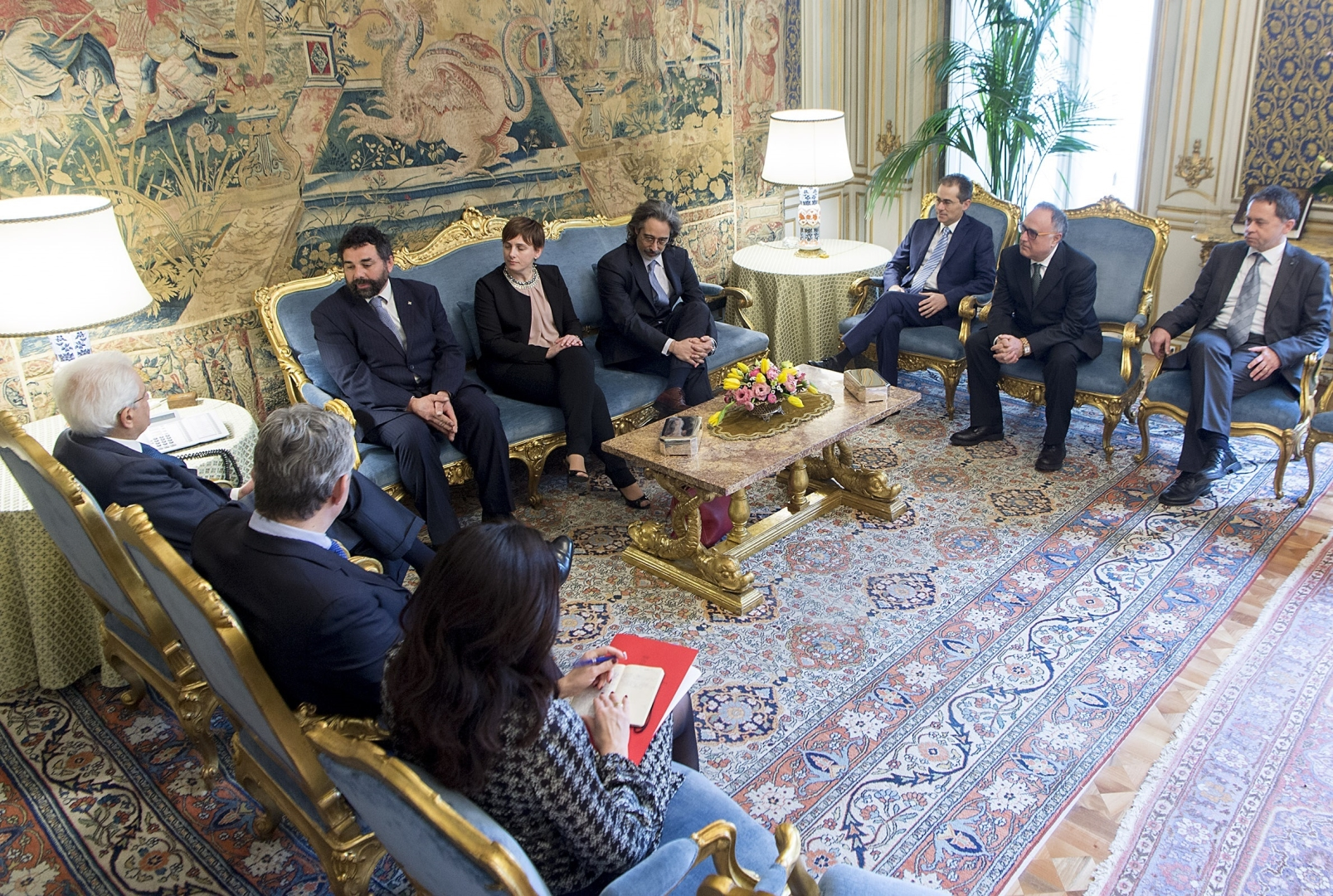
Il Presidente Mattarella incontra al Quirinale una delegazione di Banca Etica, guidata dal Presidente Ugo Biggeri (2017)

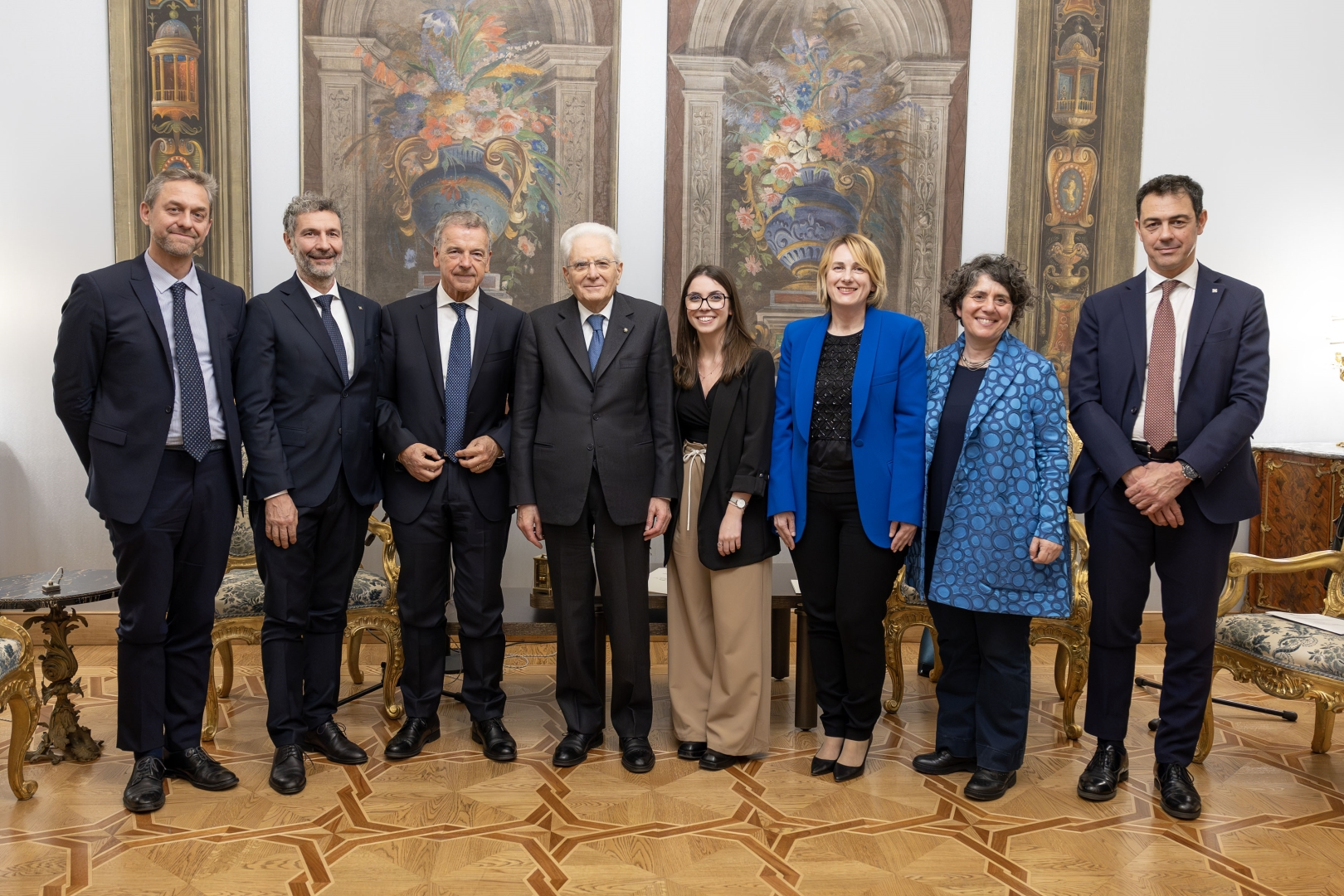
Il Presidente Sergio Mattarella con una delegazione di Banca Etica guidata dalla Presidente Anna Fasano (2024)

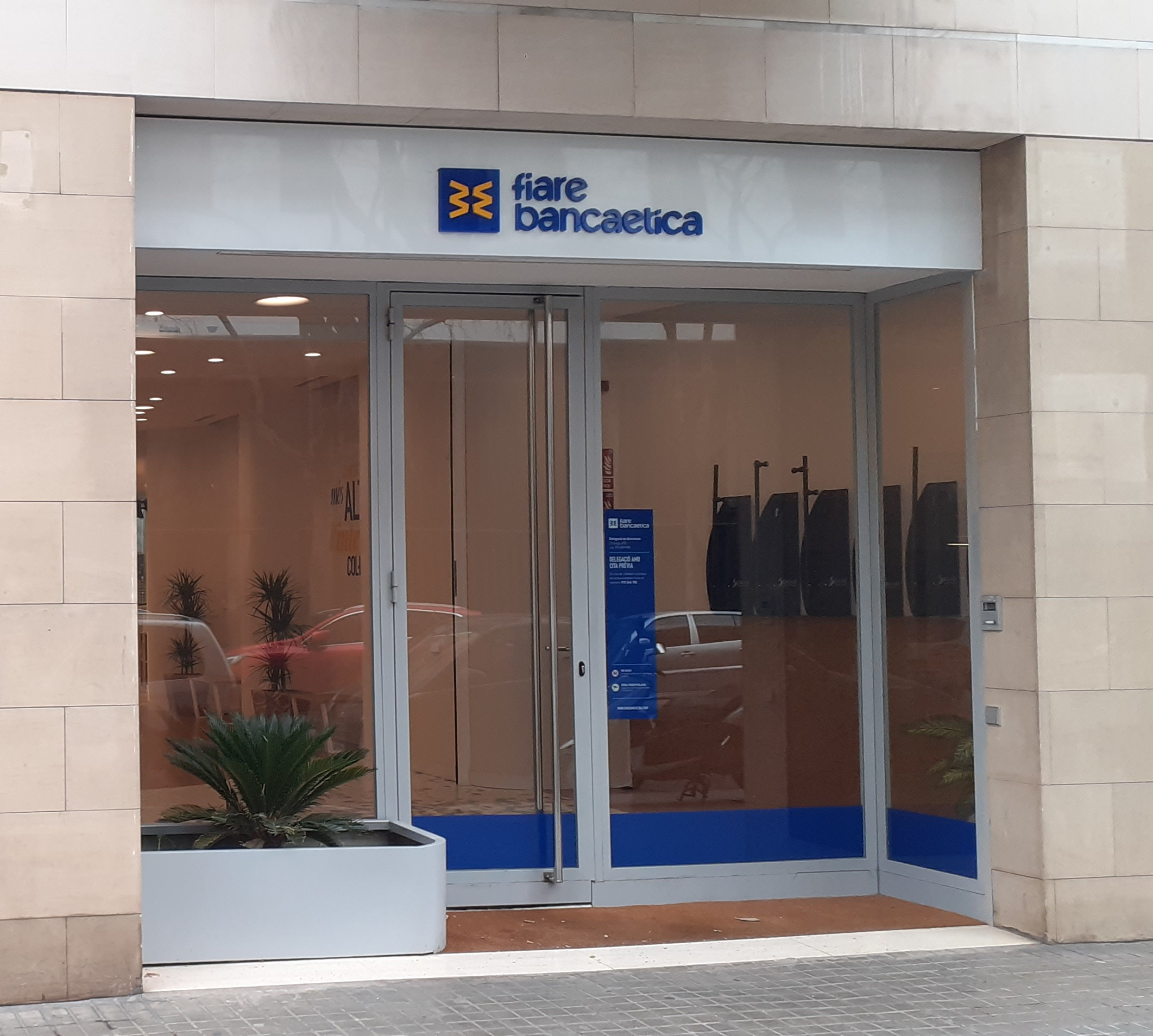
La Filiale a Barcellona in Spagna

Dopo un percorso durato dal 1994 al 1998 con la Cooperativa Verso la Banca Etica, Banca Popolare Etica raggiunge il capitale sociale previsto dalla legge, il 30 maggio 1998 l'Assemblea dei soci approva il passaggio da cooperativa a Banca popolare.
Il primo Consiglio di amministrazione è formato da: Sandro Antoniazzi (Fondazione San Carlo della Arcidiocesi di Milano), Maurizio Benetti (sindacalista Cisl), Ugo Biggeri (Mani Tese), Luigi Bobba (Acli), Guido Busato (Mag 2), Mario Cavani (Cooperativa Oltremare), Maurizio Donadelli (Mag Venezia), Maria Fanelli (Legacoop), Gianfranco Marzocchi (Federsolidarietà-Confcooperative, Daniela Guerra (Regione Emilia-Romagna), Nuccio Iovane (ARCI), Giovanni Mazzarotto (ex dirigente BNL), e Fabio Salviato (Ctm-Mag) che ne diverrà presidente.
Con l'autorizzazione della Banca d'Italia, l'8 marzo 1999 inizia l'operatività con l'apertura della sede di Padova. In seguito verranno aperte le filiali di Ancona, Bari, Bergamo, Bologna, Brescia, Firenze, Genova, Milano, Napoli, Palermo, Perugia, Reggio Emilia, Roma, Sassari, Torino, Treviso, Trieste, Varese, Verona e Vicenza. Nel 2000 viene costituita Etica Sgr e dal 2003 inizia l'operatività. Nell'ottobre 2014 apre la sua prima filiale estera in Spagna a Bilbao, dove commercializza i propri prodotti e servizi col marchio Fiare (Fundación Inversión y Ahorro Responsable, in seguito diventata Fundación finanzas éticas, activismo y economía crítica). Dopo quella di Bilbao Banca Etica ha aperto filiali a Madrid e Barcellona.
Fanno parte del Gruppo Banca Etica la banca stessa, la società di gestione del risparmio Etica Sgr e Cresud che si occupa di microfinanza nel sud del mondo. La rete si completa con la Fondazione Finanza Etica  che pubblica la rivista Valori, e la spagnola Fundación Finanza éticas che si occupano di promuovere e diffondere i valori della finanza etica, dell’economia sociale e della sostenibilità a livello nazionale e internazionale.

## Partner internazionali
Banca Popolare Etica è parte della GABV (Global Alliance for Banking on Values) ed è tra i fondatori di FEBEA (Fédération européenne des banques éthiques et alternatives). Con Crédit Coopératif, Caisse Solidaire du Nord Pas-de-Calais (Francia), Crédal, Hefboom (Belgio) e TISE (Polonia) ha fondato l'European Microfinance Network, organizzazione non profit di diritto belga costituita nel 2001.

## Presidenti
- 1999 - 2010 Fabio Salviato
- 2010 - 2019 Ugo Biggeri
- 2019 - 2025 Anna Fasano
- 2025 - oggi Aldo Soldi[16]